# NGC 7471
NGC 7471 est une entrée du New General Catalogue qui concerne un corps céleste perdu ou inexistant dans la constellation du Verseau. Cet objet a été enregistré par l'astronome américain Frank Müller en 1855.